# Kasteel van Wijer
Het Kasteel van Wijer is een kasteel, gelegen aan Grotestraat 205 te Wijer.

## Geschiedenis
Vanouds was dit de zetel van de heren van de heerlijkheid die Wijer en Kozen omvatte. Van 1365 tot 1423 was deze in bezit van de familie De Vivario (Van de Wijer); van 1423 tot 1485 was ze eigendom van de  Heren van Diest; van 1485 tot 1672 van de familie De Kerckhem.
De toren is laatgotisch, vermoedelijk in de eerste helft van de 16e eeuw gebouwd door Teynard de Kerckhem, en in 1657 verbouwd in Maaslandse renaissancestijl door Arnold de Kerckhem. Deze was getrouwd met zijn nicht, Anne-Marie de Kerckhem. De wapenschilden van beiden zijn boven de toegangspoort te vinden. Dezen lieten het poortgebouw, een woonhuis en de kasteelhoeve bouwen. In de tweede helft van de 17e eeuw kwam de familie in geldgebrek en werd het kasteel verkocht aan de Landcommandeur van Alden Biesen, en vanaf 1699 was het in bezit van de familie Van Afferden. In 1830 werd het verkocht aan de familie De Diest, en in 1880 kwam het aan J. Jacquelart, die verantwoordelijk was voor de neogotische verbouwingen. De huidige aanblik van het kasteel is van ongeveer 1910. 

## Gebouw
Het oorspronkelijke kasteel is vrijwel verdwenen, afgezien van de donjon met traptoren (16e eeuw). In de donjon vindt men een gotische schouw en stucwerk uit 1716, in barokstijl, voorzien van wapenschilden van de familie Van Afferden. Het kasteel is geheel omringd door een brede gracht, die gevoed wordt door de Wijerbeek die langs het kasteel stroomt. Het kasteel is toegankelijk via een stenen brug over deze beek. Ooit was dit een ophaalbrug. Aan de overzijde van die brug vindt men de kasteelhoeve. Ook het 18e-eeuwse woonhuis, dat een oudere kern bezit, is nog aanwezig.
Het geheel is sterk verbouwd in het einde van de 19e eeuw. Zo werden op de donjon neogotische kantelen aangebracht. Ook het terras stamt uit die tijd.